# 1591
1591 هي سنة بسيطة بدأت يوم الثلاثاء حسب التقويم الغريغوري ويوم الجمعة حسب التقويم اليولياني الأبطأ بعشرة أيام

## أحداث
- 20 مايو: تأسيس مدينة لا ريوخا وتقع حاليا في الأرجنتين.
- 3 نوفمبر: تأسيس مدينة غوانير [الإنجليزية] وتقع حاليا في فنزويلا.
- بداية الحرب الطويلة في 1591 والتي انتهت في 1606.
- 13 مايو - بداية الحرب المغربية السونغية: قيام معركة تونديبي في مالي بين قوات الدولة السعدية التي أرسلها أحمد المنصور الذهبي وقيادة جودار باشا، وهزمت جيش إمبراطورية سونغاي رغم أنهم فاقوهم عددا خمسة أضعاف.

## مواليد
- آن هاتشينسون
- غورتشينو رسام إيطالي
- فريدريش سبي

## وفيات
- فسبازيانو غونزاغا